# Karl Dietrich Leonhard Engel
Karl Dietrich Leonhard Engel (Oldenburg, 21 de febrer de 1824 - Adlershof, Febrer de 1913), fou un músic i escriptor alemany.
Estudià el violí amb gran profit, arribant a ser un gran concertista. El 1842 es traslladà a Rússia, aconseguint sorollosos èxits, i després retornà a la seva pàtria donant una sèrie de concerts que foren molt aplaudits.
Com a compositor, cal recordar entre altres obres seves, un concert per a violí, un estudi de concert per al mateix instrument, i diversos ballables, i com a literat deixà els escrits següents: 
- Deutsche Puppenkomôdien, Mit geschichtlichen (Oldenburg, 1874),
- Das Volksschauspiel Doktor Johann Faust (Oldenburg, 1882),
- Zusammenstellung der Fauts-Schriften vom 16 Jahrhundert bis Mitte (Oldenburg, 1885),
- Die Don Juan Sage auf der Bühne (Oldenburg, 1887),
- Das erste Faustbuch vom Jahre 1587, Ein Buchjubilâum (Oldenburg, 1887),
- Die beiden alten deutschen Volksschauspiele vom Doktor Johann Faust und Christoph Wagner, Faust Famulus (Oldenburg, 1880).